# AV Волка
AV Волка (лат. AV Lupi) — одиночная переменная звезда в созвездии Волка на расстоянии (вычисленном из значения параллакса) приблизительно 1319 световых лет (около 404 парсеков) от Солнца. Видимая звёздная величина звезды — от менее +16,5m до +14,3m.

## Характеристики
AV Волка — красная пульсирующая переменная звезда, мирида (M) спектрального класса M. Эффективная температура — около 3337 K.